# Il bastardo (romanzo)
Il bastardo, ovvero Gli amori, i travagli e le lacrime di don Emanuel di Savoia è un romanzo storico della scrittrice italiana Gina Lagorio, pubblicato nel 1996. La vicenda è incentrata su Emanuel, figlio naturale di Carlo Emanuele I di Savoia.
L'opera è stata finalista al Premio letterario Giovanni Comisso 1996 e ha vinto il Premio dei Lettori 1996 (conferito dalla Società Lucchese dei Lettori) e il Premio Grinzane Cavour 1997.

## Critica
Dieci anni dopo la pubblicazione del libro, la storica Paola Bianchi espresse delle riserve sulla biografia letteraria scritta dall'autrice piemontese: «Non senza cadere nella maniera e in banali giudizi privi di fondamento storico, ma soprattutto ingannando il lettore sostenendo di aver consultato documenti coevi, la Lagorio insiste sulla presunta modernità della vicenda omosessuale del principe, ascrivendogli l’infatuazione per un ballerino di corte e l’abbandono a uno spleen che era in realtà ben lontano dal clima militare e curiale vissuto dal “bastardo” [...] don Emanuele viene restituito nelle pagine della Lagorio in una dimensione intimistica a dir poco fantasiosa, che certo non giova a cogliere il peso delle sue scelte politiche».

## Edizioni
- Gina Lagorio, Il bastardo, ovvero Gli amori, i travagli e le lacrime di don Emanuel di Savoia, Milano: Rizzoli, 1996
- Gina Lagorio, Il bastardo, ovvero Gli amori, i travagli e le lacrime di don Emanuel di Savoia, Milano: Biblioteca universale Rizzoli, 1998